# Rune Gustafsson
För andra betydelser, se Rune Gustavsson (olika betydelser).
Rune Urban Gustafsson, född 25 augusti 1933 i Göteborg, död 15 juni 2012 i Vantörs församling i Stockholm, var en svensk jazzmusiker (gitarr) och kompositör, känd bland annat för filmmusik till filmerna Mannen som slutade röka (1972), Släpp fångarne loss – det är vår! (1975) och Söndagsbarn (1992).
På Statens musikverk/Svenskt visarkiv finns Rune Gustafssons donerade personarkiv, som är fritt tillgängligt för forskning.

## Biografi
Gustafssons tidigare professionella karriär var med trumslagaren Nils-Bertil Dahlander i Göteborg. Han flyttade därefter till Stockholm på 1950-talet för att samarbeta med Putte Wickman (Swedisk Jazz Kings, EP, 1957) och i Arne Domnérus Radiobandet och Radiojazzgruppen och blev en anlitad studiomusiker. 
Han skivdebuterade med EP:n Rune Gustafsson Quartet And Trio (HMV 7-EGS 28), utgiven 1953 och producerad av Putte Wickman. Första soloalbumet var Young Guitar (Metronome, MLP 15072, 1961) med Arne Domnérus, Jan Johansson, Jimmy Woode, Bjarne Nerem, Börje Fredriksson och Jan Allan.
Rune at the Top utkom år 1969 och inkluderade bland annat den norska trummisen Jon Christensen. Han spelade i Arne Domnérus duo (Dialog, 1972) och hans olika orkestrar, med Jan Johansson, Georg Riedel, Cornelis Vreeswijk, Ulf Johansson Werre med flera. 
På hans egen Rune Gustafsson Himself Plays Gilbert O'Sullivan (1973) spelade han med Egil Johansen, som var en av hans mest använda medspelare, även på Killing Me Softly (1973) och Move (1977).
På On a Clear Day (Sonet, SLP 2581, 1976) medverkade bland annat Red Mitchell och Duke Ellingtons trummis Ed Thigpen. För albumet Move (Sonet, 1977) fick han utmärkelsen Gyllene skivan. Han spelade med Zoot Sims på två skivor, The Sweetest Sounds och In a Sentimental Mood, varav den senare blev Sims sista skiva.
Utöver sin verksamhet som jazzmusiker blev han under slutet av 50-talet ofta anlitad som sologitarrist på svenska rockinspelningar.
Rune Gustafsson är gravsatt i minneslunden på Skogskyrkogården i Stockholm.

## Priser och utmärkelser
- 1976 – Jan Johansson-stipendiet
- 1997 – Albin Hagströms Minnespris
- 1998 – Thore Ehrling-stipendiet
- 2004 – Guitarpeople's Prize
- 2009 – Lars Gullin-priset för att han varit ”stilbildande för unga gitarrister i Sverige och utomlands”[6]
- 2010 – Monica Zetterlund-stipendiet[7]

## Filmografi
Musik
- 1972 – Mannen som slutade röka
- 1975 – Släpp fångarne loss – det är vår!
- 1992 – Söndagsbarn

Roller
- 1964 – Svenska bilder
- 1975 – Släpp fångarne loss – det är vår!

## Teater

### Roller (urval)
- 1969 – Akates Käxell i Spader, Madame! eller Lugubert sa Schubert av Hans Alfredson och Tage Danielsson (även regi), Oscarsteatern[8]